# Wartegg (Gemeinden Fehring, Sankt Martin)
Wartegg ist ein kleiner Ort an der Grenze Oststeirisches Hügelland und Südburgenland, und gehört zur Stadt Fehring im Bezirk Südoststeiermark, Steiermark und zur Marktgemeinde Sankt Martin an der Raab im Bezirk Jennersdorf, Burgenland.

## Geographie
Der Ort befindet sich gut 4 Kilometer südöstlich von Fehring und gut 5 km westlich vom Ort St. Martin, rechtsufrig über dem Raabtal, südlich von Schiefer und Welten. Er liegt im Neuhauser Hügelland, am Riedel zwischen Groppibach und Schwabenbach, dem Hirzenriegel, auf um die 350 m ü. A. Höhe. Die Anhöhe direkt nordöstlich des Ortes ist der Brandriegel (351 m ü. A.).
Durch den Ort führt die Straße Deutscheckerweg/Grenzweg von Welten herauf. Der nordwestliche Teil gehört zur Ortschaft Schiefer der Stadt Fehring, der südöstliche zur Ortslage Deutscheck in der Ortschaft Welten von Sankt Martin an der Raab, zusammen knapp 20 Adressen.
| Schiefer (Gem. Fehring, Stmk.)                                             |                                             | Welten (Gem. Sankt Martin a.d.R., Bgld.)         |
| Petersdorf I (Gem. Fehring, Stmk.)                                         | Kompassrose, die auf Nachbargemeinden zeigt |                                                  |
| Hirzenriegel (Gem. Fehring) Deutscheck (Gem. Sankt Martin a.d.R., Bgld.) ∗ |                                             | Schwabengraben (Gem. Sankt Martin a.d.R., Bgld.) |

∗ Ortsteile auch in Mühlgraben, Bgld., und angrenzende Häuser von Schiefer, Gem. Fehring.

## Geschichte und Infrastruktur
Der Ortsname Wartegg (Warteck) bezieht sich auf einen Grenzposten gegen die Ungarn, der wohl schon in das 10. oder 11. Jahrhundert zu datieren ist. Das Königreich Ungarn war um das Jahr 1000 begründet worden, zu der Zeit entstand auch die Mark Steyer. Seit Ungarn zur Habsburgermonarchie gehörte, verlor die Grenzlage zu Deutsch-Westungarn ihre Bedeutung. Nach dem Ersten Weltkrieg kam das Burgenland 1921 an Österreich, womit sich die Staatsgrenze ostwärts zur Dreiländerecke verschob.
Der Ort liegt am Rande des grenzüberschreitenden Naturparks Raab-Őrség-Goričko, der österreichische Teil ist der burgenländische Naturpark Raab. Durch den Ort führt der Radweg Neuhauser Hügelland (B70), dessen 43,3 km langer Rundkurs von St. Martin über Oberdrosen, Tauka, Kalch, Neuhaus am Klausenbach, den Hirzenriegel, Welten und Doiber wieder zurück nach St. Martin führt.